# Observatoire du numérique
 (septembre 2023).
 (mars 2012).
Si vous disposez d'ouvrages ou d'articles de référence ou si vous connaissez des sites web de qualité traitant du thème abordé ici, merci de compléter l'article en donnant les références utiles à sa vérifiabilité et en les liant à la section « Notes et références ».
L’Observatoire du numérique est un organisme public inauguré en novembre 2011 ; il a été créé afin de fournir aux pouvoirs publics, aux décideurs économiques et, plus généralement, au public une information régulière sur l’état et l’évolution des secteurs du numérique et sur la diffusion des technologies numériques dans l’économie et la société. 
Le fort impact de l’économie numérique sur la croissance et la productivité de l’économie nationale rend le suivi de sa progression indispensable.
Les données qui seront publiées par l’Observatoire permettront d’analyser l’évolution des secteurs STIC et de la diffusion du numérique en France et de la comparer à celle de ses principaux partenaires économiques.